# Gerlev-prisen
Gerlev-prisen blev indstiftet i forbindelse med Gerlev Idrætshøjskoles 40-års-jubilæum i 1978. Den uddeles "for en indsats, som i en særlig grad har udviklet idrættens kvaliteter eller skabt fornyelse i synet på idrættens kulturelle placering og muligheder. Prisen gives til opmuntring af ytringsfrihed og demokrati og til støtte af initiativer, der tør anfægte den etablerede idrætspolitiske orden."

## Prismodtagere
- 1978: Johs. Stræde
- 1979: Radiomagasinet Clinch v/Jørgen Johansen og Claus Bøje
- 1980: Ebbe Lundgaard og Benny Schytte
- 1981: Henning Eichberg og Ole Nørskov
- 1982: Helle Gotved
- 1983: Per Skaarup og redaktørerne af “Dansk Ungdom og Idræt” Jens K. Thygesen og Ole Rasmussen
- 1984: Planlægningsgruppen “Kvinder og Idræt” og Poul Albret, Information
- 1985: Olav Ballisager og Charlotte Munksø
- 1986: Torben Ulrich
- 1987: Brita Haugen og Harald Hansen
- 1988: Eske Holm og Steen Tinning
- 1989: Bengt Saltin
- 1990: Else Trangbæk og Ingerlise Koefoed
- 1991: Leif Falk og Erik Rasmussen
- 1992: Per Olov Enquist
- 1993: T.S.T. 79
- 1994: Vegard Ulvang
- 1995: Henrik Madsen
- 1996: Mads Øland
- 1997: Andrew Jennings
- 1998: Alessandro Donati
- 1999: Finn Skårderud
- 2000: Nick Horup
- 2002: Anders Levinsen
- 2003: Jens Sejer Andersen og Hans B. Skaset
- 2004: GAM3
- 2005: Out of Control v/Kenneth Fogel og Steen Koerner
- 2006: Hans Bonde
- 2008: Play the Game
- 2009: Claus Jespersen
- 2010: Peter Morell
- 2011: Niels Jørgen Holdt
- 2013: Ove Korsgaard
- 2014: Brian Laudrup og Lars Høgh
- 2015: Københavns Kommune
- 2016: Preben Astrup og Lars Kruse, fra Get2sport
- 2017: Dr. João Breda
- 2018: Bjarne Ibsen
- 2019: Helle Winther
- 2020: Susanne Rishøj og Ane Eckerman, Erindringsdans®
- 2021: Kasper Hjulmand
- 2022: Finn Bygballe og Stanis Elsborg
- 2023: Henrik H. Brandt

## Kritik
Gerlev-prisen regnedes tidligere som "idrættens PH-pris".
Med dens satsning på sportskritikken og som en del af miljøet omkring Gerlev Idrætshøjskole og Idrætsforsk var den i mange år ildeset i kredsen omkring den olympiske sport. Kai Holm, formand af Danmarks Idræts-Forbund, talte om et "kulturradikalt spinatbed".
Senere blev der kritiseret, at prisens oppositionelle fokus på "ytringsfrihed, demokrati og støtte af initiativer, der tør anfægte den etablerede idrætspolitiske orden," efterhånden var trådt i baggrunden.
En anden kritik hæftede sig ved, at kvinder, som fra 1982 til 1990 havde været markant blandt prismodtagerne, siden da ikke havde fået en Gerlev-pris.